# دنیل پودیل
دنیل پودیل (چکی: Daniel Pudil؛ زادهٔ ۲۷ سپتامبر ۱۹۸۵) بازیکن فوتبال اهل جمهوری چک است.
از باشگاه‌هایی که در آن بازی کرده‌است می‌توان به باشگاه فوتبال ویکتوریا ژیژکوف، باشگاه فوتبال چزنا، باشگاه فوتبال بلشانی، باشگاه فوتبال اسلاویا پراگ، باشگاه فوتبال گرانادا، باشگاه فوتبال خنک، باشگاه فوتبال اسپارتا پراگ، باشگاه فوتبال ملادا بولسلاف، باشگاه فوتبال واتفورد، باشگاه فوتبال اسلوان لیبرتس، و باشگاه فوتبال شفیلد ونزدی اشاره کرد.
وی همچنین در تیم‌های ملی فوتبال زیر ۲۱ سال جمهوری چک، و جمهوری چک بازی کرده‌است.